# نيو-نوار

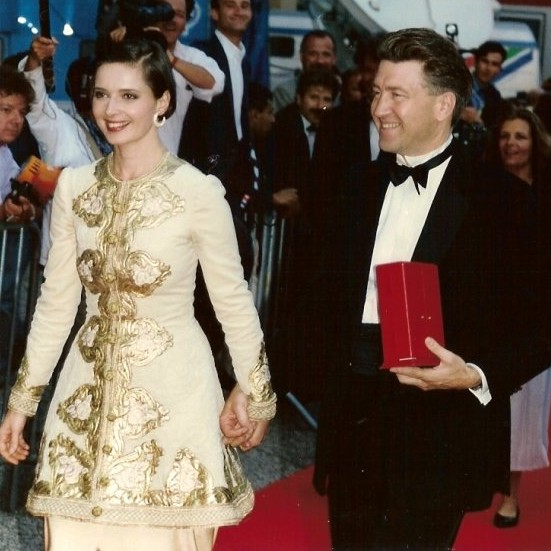

نيو-نوار أو السينما المظلمة الجديدة (بالفرنسية: Neo-noir)‏؛ مصطلح سينمائي يشير إلى نوع من الأفلام السينمائية الحديثة والأشكال الأخرى من الفن التي تستخدم بشكل بارز عناصر السينما المظلمة، ولكن مع تحديث المواضيع والمحتوى والأسلوب والعناصر البصرية أو وسائل الإعلام التي كانت غائبة في أفلام السينما المظلمة من عقد 1940 وعقد 1950.